# Orona
Het Orona-atol, ook bekend als Hull Island, is een van de Phoenixeilanden in de republiek Kiribati. De grootte is ongeveer 8,8 km x 4 km. Net als Kanton, is het een smalle strook land die een lagune omgeeft die 15-20 meter diep is. De lagune staat via een aantal stroomgaten in verbinding met de oceaan, slechts een enkele geul is met een kleine boot passeerbaar. De totale landoppervlakte is 3,9 km², de maximale hoogte is 9 meter.

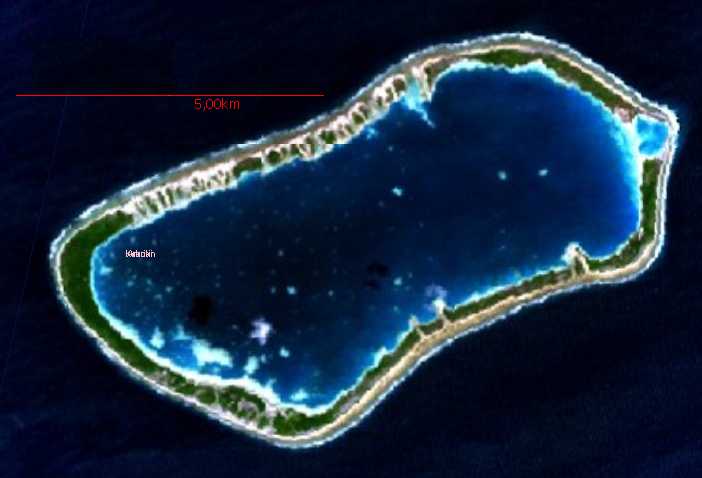
NASA Satellietfoto

Kiribati riep in 2006 het Phoenix Islands Protected Area uit. Het 425.300 km² grote zeereservaat telt acht koraaleilanden inclusief Orona.
Hoewel het in het verleden bij periode bewoond was, voor het laatst tot 2004, is het tegenwoordig onbewoond.

## Flora en fauna
Orona is begroeid met kokospalmen, vooral aan de westzijde, die 12-18 meter hoog zijn. De rest van het atol is begroeid met struiken, grassen en kruidachtige gewassen. Er leven wilde of verwilderde katten, ratten, varkens en honden. Vroeger werden door bewoners eenden en kippen gehouden, onbekend is of er nog over zijn gebleven. Voorts leven er krabben, drie soorten hagedissen en ongeveer 50 soorten insecten. Zeeschildpadden leggen er eieren.
In tegenstelling tot Manra, waarvan de lagune te zout is voor dieren, komen in de lagune van Orona veel vissen en schelpdieren voor.

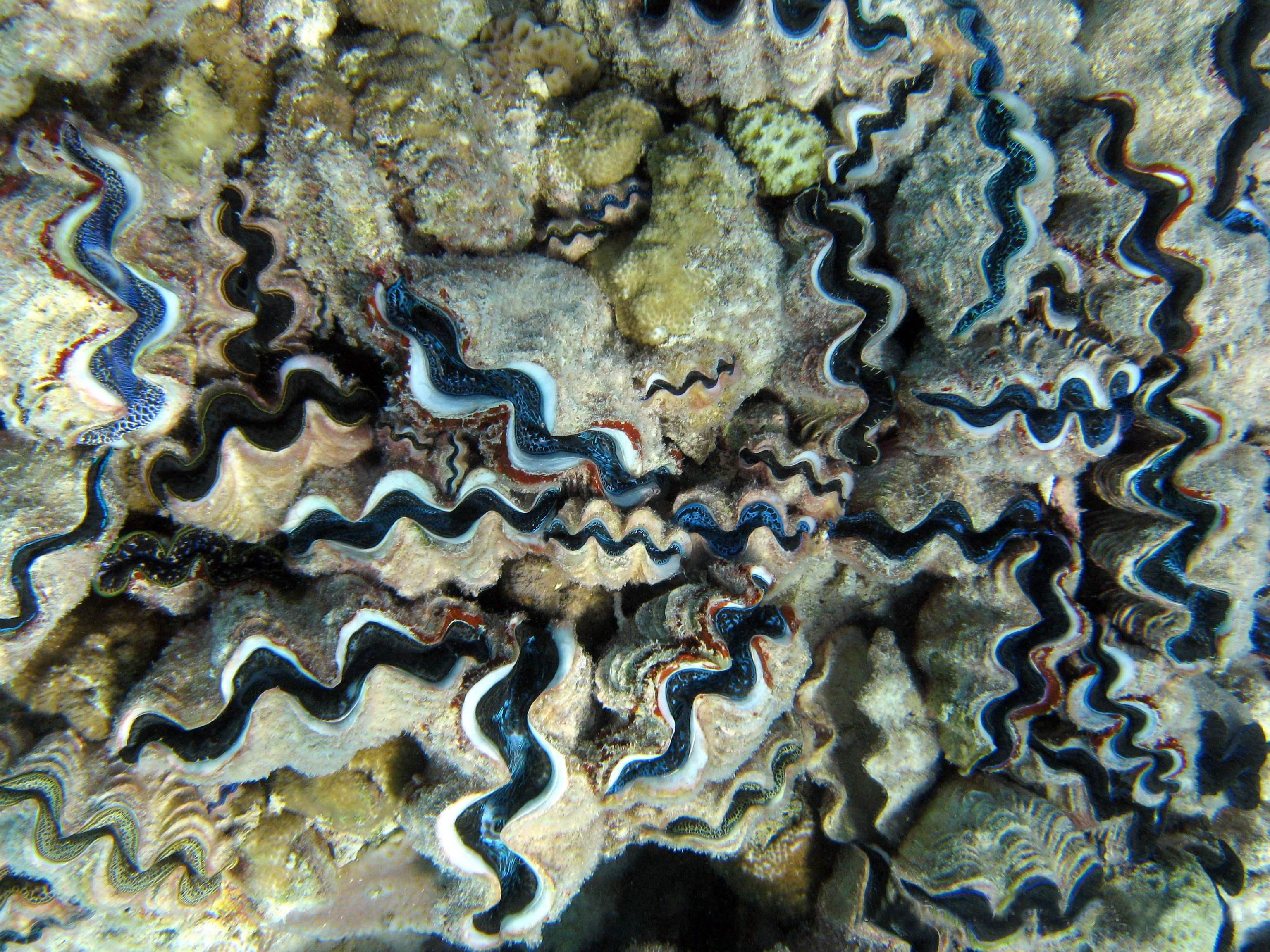
Tridacna, schelpdieren in de lagune

Een onderzoek in 2006 signaleerde geen ratten. De Polynesische rat werd in 2009 echter wel aangetroffen, evenals meer dan 20 katten.

## Geschiedenis
Net als Manra bevat ook Orona bewijzen van prehistorische Polynesische bewoning. Een met stenen omgeven marae bevindt zich op de oostpunt van het eiland, daarbij ook ruïnes van schuilhutten en graven.
Onbekend is wanneer en door wie Orona werd ontdekt. Wel is bekend dat het "Hull Island" werd genoemd naar Commodore Isaac Hull, door commandant Charles Wilkes van de USS Vincennes toen hij het eiland bezocht op 26 augustus 1840 tijdens de United States Exploring Expedition. Toen de Republek Kiribati in 1979 onafhankelijk werd, kreeg het de naam Orona.

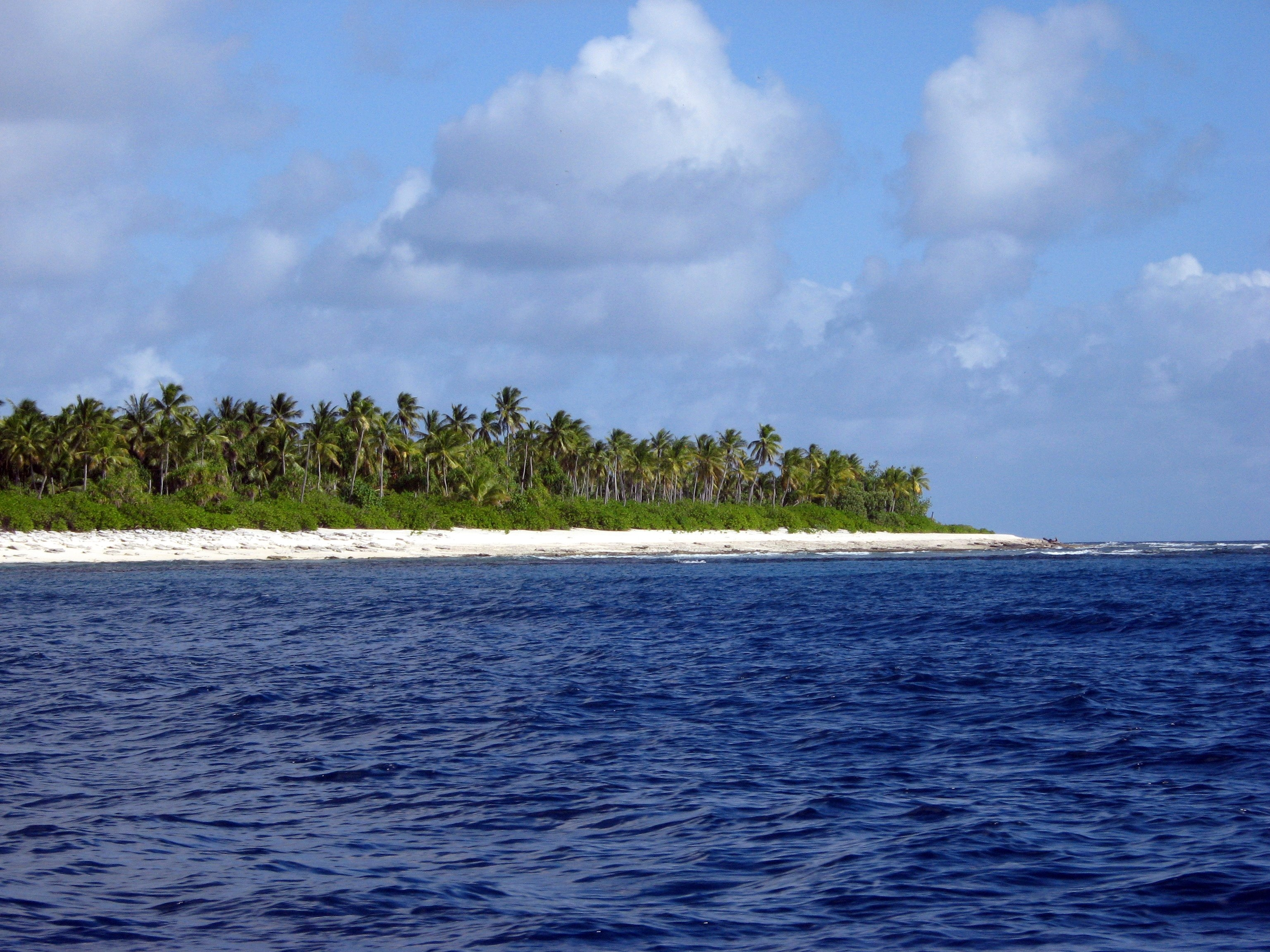
Orona Island, deel van het beschermd zeereservaat van de Phoenixeilanden

In tegenstelling tot Manra, lijkt er op Orona geen guano te zijn afgegraven, en werd het niet geclaimd door Amerikaanse guano-gravers. Op 11 juli 1889 werd de Britse vlag gehesen, waarmee het eiland deel werd van de Gilbert and Ellice Islands-kolonie. In 1916 werd Orona verhuurd aan een kapitein van de Samoan Shipping and Trading Company, en werd het een copra-plantage. In 1938 werd de huur door de Britse overheid afgekocht.
Het was een van de eilanden die betrokken werd in de laatste koloniale expansie van het Britse Rijk, het Phoenix Islands Settlement Scheme. In 1963 werden de bewoners geëvacueerd wegens aanhoudende droogte en de afgenomen vraag naar copra. Foto's van de verlaten vestiging Arariki, die zijn genomen omstreeks 1967, zijn beschikbaar. 
Na te zijn verlaten, werd het eiland in 1970 in beslag genomen door de Amerikaanse autoriteiten. In 1979 kwam een eind aan de Britse en Amerikaanse claims, toen Kiribati onafhankelijk werd van Groot-Brittannië bij het Verdrag van Tarawa.
Tussen 2001 en 2004 werd het tijdelijk in bezit genomen door vissers op zeekomkommers afkomstig van de Gilberteilanden, begeleid door een patrouilleboot van de marine van Kiribati.
Orona werd in 2008 deel van het Phoenix Islands Protected Area, het grootste zeereservaat ter wereld.

## Afbeeldingen

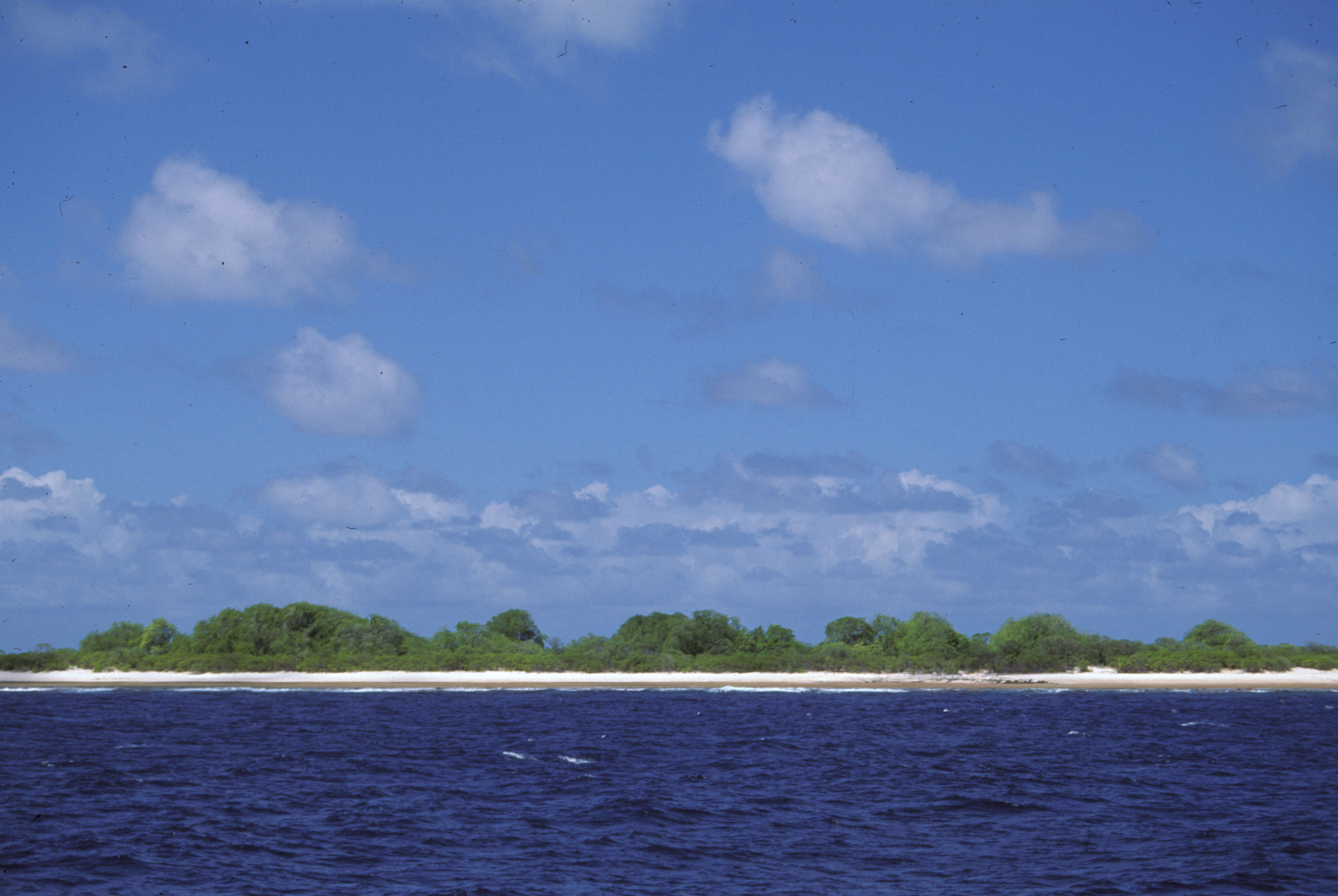
Oosteinde van Orona.
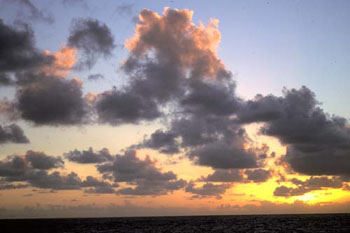
Zonsondergang op Orona.
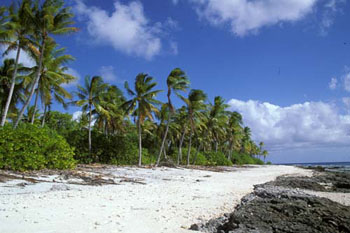
Strand nabij de aanlegplaats.
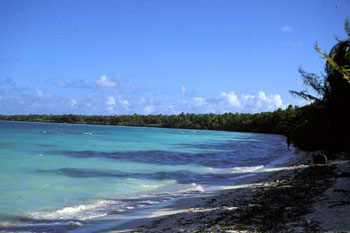
Kust van de lagune.
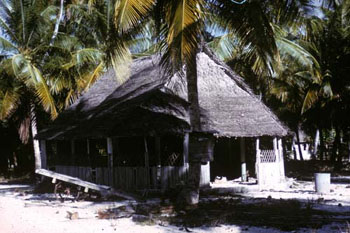
Restant van postkantoor uit de bewoonde tijd.